# شكوكية زائفة
الشكوكية الزائفة، هي ظاهرة وموقف فلسفي أو علمي يبدو وكأنه صادر بالاعتماد على الشكوكية أو الشكوكية العلمية ولكنه في واقع الأمر ليس كذلك.

## القرن التاسع عشر وأوائل القرن العشرين
استخدم الفيلسوف السويسري هنري فريديريك أميل المصطلح في بادئ الأمر كنوع من القدح الذاتي، فقد كتب في مذكراته في 31 أغسطس 1869:
غريزتي تنسجم مع تشاؤم بوذا وشوبنهاور. إنه شك لا يفارقني أبدًا حتى في لحظات الحماسة الدينية. الطبيعة هي المايا (ديانة) بالنسبة لي، وأنا أنظر إليها -كما هي- بعيون فنان، ولكن ما يزال ذكائي مشككًا. ما الذي أؤمن به إذن؟ لا أعرف. وماذا أتمنى؟ سيكون من الصعب القول. حماقة! أنا أؤمن بالخير، وآمل أن يسود الخير. في أعماق كياني الساخر خائب الآمال، يوجد طفل مختبئ -مخلوق واضح وحزين وبسيط يؤمن بالمثل الأعلى وبالحب والقداسة وجميع الخرافات السماوية. تغفو في قلبي ألفية كاملة من الأناشيد الرعوية؛ أنا متشكك زائف، متهكم زائف.
سرعان ما اكتسب المصطلح معناه المعتاد الذي يتهم المشكك باليقين المفرط وتحويل الشكوك الأولية إلى يقين. في عام 1908، كتب هنري لويس منكن عن نقد فريدريك نيتشه للفيلسوف دافيد شتراوس ما يلي:
كان شتراوس مبشرًا لكنه تخلى عن ثوب الكاهن وأنشأ مؤسسة لانتقاد المسيحية. لقد عمل بنوايا حسنة -بلا شك- لكن النتيجة النهائية لكل لا أدريته المتعجرفة كانت واضحة لدى أتباعه؛ فقد كانوا راضين عن أنفسهم ومتعصبين ومتحيزين في زي لا أدريين، وهو ما كان عليه حالهم كمسيحيين. رأت عين نيتشه ذلك، وفي أولى كتيباته الصغيرة بعنوان «ديفيد شتراوس: المعترف والكاتب»، انهال نيتشه بشراسة على شكوكية شتراوس الزائفة البرجوازية. كان هذا عام 1873.
استخدم فريدريك ويل –وهو أستاذ في الفلسفة من جامعة إلينوي- مصطلح الشكوكية الزائفة في عام 1942. كتب ألسدير ماكنتاير:
لم يكن فريدريك ويل استثناءً. فقد بدأ كفيلسوف تحليلي يميز بين الاستخدامات المختلفة للغة كمحاولة لإثبات عدم حاجة بعض المشكلات الفلسفية التقليدية إلى القلق بمجرد إدراكنا لكيفية عمل الفروق اللغوية المعنية. الأعداء اثنان: المشكك الفلسفي الذي يطرح هذه المشاكل الزائفة والفيلسوف الذي يعتقد أن المشكك يحتاج إلى إجابة. ولهذا كُتِب في مقال «هل يوجد مشكلة في الاستقراء؟» (مجلة الفلسفة، 1942) عن وجوب التمييز بين معني المعرفة: «كل ما يجلبه الاستقراء من ارتباك وشكوكية ومشاكل زائفة، لن يظهر أبدًا لو استُخدِم مصطلح المعرفة في العبارات المتعلقة بالمستقبل ضمن سياق معين وليس وفقًا لمعناه المعتاد».
استخدم جون سيتر -أستاذ اللغة الإنجليزية في جامعة نوتر دام- المصطلح في عام 1977 في نقاش حول ألكسندر بوب، حيث قال: «نية بوب -على ما أعتقد- هي تهذيب شكوكية القارئ -الشكوكية الزائفة التي تبديها أنت بثقة مفرطة..».

## الاستخدام اللاحق
أشار الطبيب النفسي ريتشارد كلوفت إلى إمكانية عرقلة الشكوكية الزائفة لتقدم البحث:
.. يبدو أن الشكوكية الحقيقية المعتدلة التي تنظر بمساواة في جميع الاتجاهات وتشجع تقدم المعرفة نادرة للغاية اليوم. وبدلًا من ذلك، نجد انتشارًا للشكوكية الزائفة القاسية وغير العادلة تجاه وجهات نظر خصوم المرء وملاحظاته، وللتحيز التأكيدي الفاضح للتهنئة الذاتية تجاه مواقف المرء ونتائجه، وهو ما حُرِّف ليظهر كسعي نزيه وجاد للوصول إلى الحقيقة العلمية والسريرية والأكاديمية.